# Bataille de Fandane-Thiouthioune
Notes
Les marabouts musulmans prévalaient dans les premières heures de la bataille, mais l'armée Sérère a tenu bon. Dans la dernière partie de la bataille, les marabouts ont été défaits. Maba Diakhou a été tué et son corps décapité. Damel-Teigne Lat Dior Ngoné Latyr et Bourba Djolof Alboury Sainabou Ndiaye fui. Maad a Sinig Coumba Ndoffène Famak a été blessé. Mama Gaolo Niang a été retenu prisonnier,,.
Batailles
Djihads
La bataille de Fandane-Thiouthioune (ou Thiouthiogne), également connue sous le nom de bataille de Somb (ou bataille de Somb-Tioutioune), a eu lieu le 18 juillet 1867,. Ce fut une guerre de religion entre les peuples Sérères et les marabouts musulmans du XIXe siècle au Sénégal et en Gambie, mais il avait aussi une dimension politique et économique - la vendetta et construction d'un empire,,. Fandane, Thiouthioune et Somb faisaient partie du Royaume du Sine, qui fait maintenant partie du Sénégal indépendant. 

## Contexte de la bataille
Avant cette bataille, Maba Diakhou Bâ, le chef des marabouts musulmans a été influencé par le roi du Cayor et du Baol - Damel-Teigne Lat Dior Ngoné Latyr Diop de lancer un djihad dans le Sine. Damel-Teigne Lat Dior Ngoné Latyr avait une dent contre le roi du Sine, Maad a Sinig Coumba Ndoffène Famak Diouf (ou Maad a Sinig Coumba Ndoffène fa Maak Diouf), après avoir été vaincu par les Français à la bataille de Loro (12 janvier 1864) et exilé de son royaume.
Damel-Teigne Lat Dior cherche refuge auprès du roi du Sine (« Maad a Sinig » Coumba Ndoffène Famak). Le roi du Sine lui a accordé l'asile. Le Damel-Teigne (titre de roi du Cayor et du Baol) a demandé au roi du Sine de lui prêter une partie de ses forces afin qu'il puisse lutter contre les Français et reconquérir son trône. Le roi du Sine refusé de le faire parce qu'il était déjà engagé dans une longue bataille contre les Français lui-même en ce qui concerne la souveraineté de Joal, une de ses provinces. Le Damel- Teigne Lat Dior Ngoné Latyr a demandé l'aide de Maba (l'almamy du Rip). Maba a promis d'aider Damel-Teigne Lat Dior Ngoné Latyr à reconquérir son trône s'il se convertissait à l'islam. Damel-Teigne Lat Dior-Teigne Ngoné Latyr se convertit et, en 1867, il a proposé à Maba de lancer un djihad dans le Sine,,,,.
Les marabouts ont surpris les gens sérères de Mbin o Ngor (également orthographié : « Mbin o Ngoor » ou « Mbon o NGOOR »), un petit village Sérère dans le Sine (la surprise de Mbin o Ngor, avril 1867). Dans la langue sérère, l'incident est connu comme  « Mbin o Ngor », dans la langue wolof, il est désigné comme « Mbeetan Keur Ngor ». « Mbeetan » signifie « surprise » en wolof. Bien que les Sérères aient réussi à repousser les forces des marabouts musulmans, les empêchant de conquérir leur pays, l'attaque des marabouts a causé des dommages importants avant qu'ils ne soient finalement contraints à battre en retraite. Certaines princesses sérères éminentes telles que Linguère Selbé Ndoffène Diouf (fille du Roi du Sine), a été enlevé et forcée de se marier à Abdoulaye Oulimata Bâ (communément connu sous le nom Abdou Bâ, les variations : Abdoulaye Oulimata Khouma, Abdoulaye Wuli Bâ ou Abdoulaye Ouli Bâ), le frère de Maba Diakhou,. La princesse Linguère Fatma Tioube a également été enlevée avec Linguère Selbé Ndoffène et retenue prisonnière par les forces maraboutiques. Certaines personnalités éminentes sérères et des princes comme Boucary Ngoné Diouf (variantes: Boucar Ngoné Diouf, Boucary Ngoneh Joof, ou Bukaro Ngooni Juuf) qui était un parent et un avocat du roi du Sine ont été tuées dans cette attaque. Après cet incident, le roi sérère du Sine, Maad a Sinig Coumba Ndoffène Famak Diouf a envoyé une lettre au chef des marabouts musulmans (Maba Diakhou Bâ) l'invitant à une bataille ouverte. Dans cette lettre, il écrivait :
« Cette attaque est indigne... Si vous êtes un homme, je vous mets au défi de revenir et de répondre à l'armée pleine de Sine dans une bataille ouverte...,,,, ».

## Fandane-Thiouthioune
Après l'invitation, Maad a Sinig Coumba Ndoffène Famak à Maba est allé à une bataille ouverte à la suite de "la surprise de Mbin o Ngor", Maba et son armée est allée au Sine avec des armes et des munitions acquises auprès de l'administration coloniale britannique en Gambie. Le 18 juillet 1867, les veilleurs notifié au roi du Sine que l'armée du Rip (l'armée musulmane de Nioro du Rip) se rapproche du Sine.

### Les rituels
Selon la tradition orale sérère, avant que Maad a Sinig Coumba Ndoffène Famak et son armée ne partent au champ de bataille, il convoqua les anciens (ses conseillers) pour effectuer les rituels antiques de leurs ancêtres. Il a ensuite ordonné à son Diaraf (chef du Conseil noble des électeurs) également un Saltigue, Wassaly Sène d'accomplir le rituel des ancêtres et de prédire le résultat. Wassaly Sène aurait cité le nom de Rog (la divinité suprême dans la religion sérère), brandit sa lance sur les dieux des cieux et il a heurté le sol. Il a ensuite crié « victoire,!»  Pendant la bataille, Maba Diakhou Bâ, a dit-on récité la chahada (déclaration de foi islamique) du Coran.

### Les armées
L'armée du Maad a Sinig Coumba Ndoffène Famak Diouf, composée de le Buumi-Somb (l'héritier du trône de Somb avec son armée de l'est), le Grand Diaraf et son armée du sud ; Maad Patar (roi de Patar) et son armée du nord-est ; le Sandigue Ndiob du nord ; Maad Amad Ngoné Diouf (roi de Thiouthioune et l'oncle de Maad a Sinig Coumba Ndoffène Famak) ; Makhoureja Ngoné Diouf  (variation : Makhoukhédia Ngoné, prince du Sine et frère cadet de Boucary Ngoné Diouf, qui a été tué à Mbin o Ngor) ; le Grand Farba (son général) ainsi que l'armée du Sine, couvrant l'ouest et le nord-ouest ; Maad Saloum Sadiouka Mbodj (roi du Saloum) ; etc. Les griots battu junjung du Sine (les tambours de guerre ),  un appel d'armes,.
Maba Diakhou Bâ était accompagné par ses frères Ousmane Bâ et Abdoulaye Ouli Bâ (à ne pas confondre avec l'historien Bâ Abdou Bouri, petit-neveu de Maba) ; le roi du Cayor et du Baol Damel-Teigne Lat Dior Ngoné Latyr Diop (et son armée) ; le roi du Djolof Bourba Djolof Alboury Sainabou Ndiaye (et son armée) ; Gumbo Gueye (roi de Sanjal), (également orthographié : Gumbo Guèye, Gumbo Gaye ou Ngumbo Gaye) ; Biran Ceesay (également orthographié : Biranne Cissé) ; ses généraux tels que Mama Gaolo Niang et Tafsir Sa Lolley Jabou Samba (conseiller et général militaire à Maba), etc.,,.

### La bataille
L'armée du Sine ayant effectué les rituels requis par la coutume Sérère, Maad a Sinig Coumba Ndoffène Famak Diouf a mené son armée à Somb (dans le Royaume du Sine), le champ de bataille. Selon la tradition sérère, Somb a été le point de départ de la bataille, mais il ne s'arrête pas là. Il s'est terminé en Fandane-Thiouthioune où le résultat a été décidé. La tradition musulmane accepte à peu près ce compte,,.
Le jour de la bataille, il y avait une forte pluie,. Maad Semou Gallo Diouf (fils de Maad Amad Ngoné), son cousin Mbagne Somb Faye et leurs griots ont mené une attaque sur les forces des marabouts musulmans. La stratégie sérère était de pousser les forces des marabouts musulmans à Somb, où une forte résistance avait été préparée et de les empêcher d'entrer dans Thiouthioune. La stratégie a échoué. Maba et son armée sont entrés avec succès dans Thiouthioune. Cependant, à Thiouthioune, l'armée de Maba Diakhou Bâ a fait face à une forte résistance par une partie des forces du cortège du roi Amad Ngoné de Thiouthioune, qui comprenait Maad Semou Gallo Diouf et les princes Gniba Dior Diouf, Madior Latdjigué et Biram Diouf. La bataille a eu lieu entre Somb et Thiouthioune et a duré les trois quarts de la matinée. Dans les premiers stades de la bataille, les marabouts musulmans ont prévalu. Les princes et Maad (roi) Semou Gallo Diouf ont été tués. Le prince Mbagne Somb Faye s'est suicidé quand il a été capturé par les marabouts musulmans. Autour de 12 heures, il a commencé à pleuvoir. Maba et son armée se réfugièrent dans les taillis qui entouraient l'étang de Fandane et ont tenté de sécher leurs armes. Autour de ce moment-là, Maad Coumba Ndoffène Famak avait quitté Ndoffane Nomad avec son armée et se dirigeait vers Fandane pour le défendre. Avant son arrivée, Damel-Teigne Lat Dior Ngoné Latyr et Bourba Djolof Alboury Sainabou (qui sont tous deux de vaillants guerriers expérimentés) envisagent le retrait de la bataille autour de 14 heures (heure de tisbâr - temps de prière musulmane dans l'après-midi). Damel-Teigne Lat Dior signalé à Maba, qu'il avait entendu les sons de la junjung du Sine approcher, et que Maad Coumba Ndoffène Famak est forcément parmi eux. Il a essayé de discuter d'une stratégie de sortie parce que l'armée du Sine serait trop forte pour eux. Maba n'était pas intéressé par une stratégie de sortie, sa mission étant d'islamiser et de conquérir le Sine Sérère,,,. Lorsque Maad Coumba Ndoffène Famak et son armée, accompagnés par le roi de Patar, le roi de Poukham et le Sandigue Ndiob sont arrivés sur les lieux, ils se sont interposés entre les forces des marabouts musulmans et le Royaume du Saloum, verrouillant les marabouts dans le Sine et leur coupant la voie de sortie de Nioro du Rip (résidence de Maba) par l'intermédiaire du Saloum. Damel-Teigne Lat Dior Ngoné Latyr et Bourba Djolof Alboury Sainabou Ndiaye se rendant compte que la cause est perdue, abandonnent Maba dans le champ de bataille. Ils se frayèrent un chemin sur le champ de bataille, le Damel-Teigne s'échappant et se dirigeant vers le Cayor et le Bourba Djolof vers Gossas,,. L'armée sérère a battu les marabouts musulmans. Maba a été tué à Fandane et c'était donc le prince sérère Makhoureja Ngoné Diouf, qui selon certains, était responsable de la mort de Maba,. Le roi du Sine a été blessé. Beaucoup de combattants de l'armée de Maba sont décédés à Fandane-Thiouthioune. Ses généraux, tels que Mama Gaolo Niang ont été faits prisonniers. Mama Gaolo a été libéré deux jours après la bataille pour aller relayer l'incident dans son pays,.
Après que Maba ait été tué, Maad Coumba Ndoffène Famak a eu la tête coupée et ses membres disloqués. Il a ensuite envoyé un bras et la tête, avec une lettre, au commandant français à Gorée pour annoncer sa victoire. Les restes du corps de Maba ont été dispersés dans plusieurs régions du Sine, y compris Felir, Samba Toude, Ndialgué et vers Thiamassas (variation : Tiémassass). 
Après Maba a été tués, Maad Coumba Ndoffène Famak a donné l'ordre que la tête de Maba Diakhou soit coupée et ses membres disloqués. Il a ensuite envoyé un bras et la tête, avec une lettre au commandant français à Gorée pour annoncer sa victoire. Les restes du corps de Maba ont été dispersés dans plusieurs régions du Sine, y compris Felir, Samba Toude, Ndialgué et vers Thiamassas (variation : Tiémassass),,. Selon certains historiens, tels que Diagne, Becker, Cheikh Diouf, Klein, etc., la lettre et l'action de Maad Coumba Ndoffène Famak étaient une menace pour l'administration française au Sénégal, en particulier sa lettre suivante adressée au gouverneur français qui énumère les membres éminents de l'armée de Maba qui étaient tombés dans le Sine,,,.
L'administration française au Sénégal, sous le gouvernement d'Émile Pinet-Laprade, tenus à l'écart de la bataille. Ils armés ni côté et ils n'ont pas participé à leurs forces. Le français a également eu peu de munitions et de forces (ils mouraient des guerres et des maladies). Bien que Lamprade essayé de gagner plus d'armes et de forces françaises de la France pour la protection des intérêts français dans la colonie, le gouvernement français à Paris a refusé de le sanctionner et a décidé de consacrer toutes les ressources françaises en France en raison de la crise en Europe, et de leur ultime la défaite dans la guerre franco-prussienne. En tant que tel, Laprade a été ordonnée par le gouvernement français « à rester sur la défensive » et a dit « qu'il ne serait même pas recevoir des troupes blanches » pour remplacer ceux qui sont morts de la maladie.
Abdoulaye Ouli Bâ (le frère de Maba) n'a pas été tué dans la bataille. Dans une attaque de vengeance, il a été castré pour avoir participé à la surprise de Mbin o Ngor, l'enlèvement de Linguère Selbé Ndoffène Diouf (fille de Maad Coumba Ndoffène Famak), son mariage forcé et de la faire tomber enceinte. Bien que libéré, il a disparu pendant un certain temps, les gens pensaient qu'il était mort comme ses deux frères (Maba et Ousmane) à la bataille. Il a refait surface en janvier 1868, durant les raids des principautés mandingues de Niani et Ouli, en Gambie,,.

### Hymne de la victoire du Sine
À la fin de la bataille, le roi victorieux du Sine, Coumba Ndoffène Famak, a soigné ses blessures et a dirigé ses guerriers au retour. Les griots du Sine ont battu le junjung et scandé l'hymne suivant en son honneur (l'hymne est toujours chanté en son honneur).
| En sérère Fap Hamad Juuf Tandeh fo Kaet O or Oleh hat Fandane Dala Ngot Bo fud es a buta Mbai a varan'am Sun ne'n Jahu Ye de bgara Me Somb a ndefu Yerer a Tutun Mbai Souka Ndella A raha O ndonga'nga Mbel Fandane eh Talaba a naga pitit pasar Ma Samba a humna Jahu dang O lol O ndongo sima Ya eh! Tig eh fuhuna Han O dal in eh Roog a taha Mbai, O Kor Nadi Vara ndongo yo! Yacine O! Mbombeh O! Kumba Ndoffene a var Maba O kor of eh Hoh um Tugal O! O bai um oleh Sedu Taf um Tangeget Sun neh na Jahu Dob Tonkater o mad. | En français Père Hamad Diouf, Tandeh and Kaet, la dévastation ils sont laissés à Fandane et est allé faire au camp dans Ngot. Pour calmer et régler mon estomac laissez Mbaye le tuer. Ce taureau de Jahu. Au retour, il passa par Somb, il n'a même pas eu le temps de boire à Thiouthioune. Mbaye, fils de Souka Ndella, il repoussa le talibé peu. Au marigot de Fandane, hé! les tambours battent fort Masamba est scellé Jahu commence à pleurer Le talibé nous laisse en paix. Hé! Ma mère! Il n'y a pas de temps pour la colère. Mais à rire : C'est la volonté de Roog que Mbaye, frère de Nadi, a tué le marabout. Hé Yassin! Hé Mbombeh! Coumba Ndoffène a tué Maba. Votre mari! Sa tête est en Europe! ses mains à Sédhiou! Ses pieds à Tëngéej (Rufisque)! Le taureau de Jahu Dob Je ne remettrai jamais offenser le roi,. |

« Coumba Ndoffène écrasé leur rébellion. Maba Diakhou, chef de file de l'insurgé sera anéanti avec ses troupes et enterré sans pompe dans le cœur du Sine».

## Controverse
Le ministère sénégalais de la culture affirme que Maba a été enterré dans Mbel Fandane - le mausolée qui est vénéré par les gens en l'honneur de Maba. La tradition orale Sérère-Sine réfute cela. Selon les Sérères du Sine, après que Maba a été tué, il a été démembré et ses parties du corps dispersés dans différentes parties du pays. Un bras et la tête ont été envoyés au commandant français à Gorée, accompagné d'une lettre de Maad a Sinig Coumba Ndoffène Famak Diouf. Leur tradition est allé à affirmer que, le mausolée qui est vénéré est celui de Makhoureja Ngoné Diouf et non celui de Maba Diakhou Bâ. C'était Makhoureja Ngoné qui a été enterré, il n'y a pas de Maba,,. Selon Cheikh Diouf, dans une lettre datée du 31 juillet 1867 et déposée aux Archives nationales du Sénégal, le français a répondu à la lettre précédente que Coumba Ndoffène Famak envoyé. Dans leur réponse, ils ont demandé : 
« que faut-il faire de ces débris? »